# حدائق الشيطان (مسلسل)
حدائق الشيطان هو مسلسل مصري عرض أول مرة على قناة إم بي سي (توضيح) في شهر رمضان 2006. من بطولة الممثل السوري جمال سليمان الذي نجح في الكلام باللهجة الصعيدية. والمسلسل من إخراج إسماعيل عبد الحافظ مخرج المسلسل الشهير ليالي الحلمية.

## قصة المسلسل
تدور أحداث المسلسل عن مندور أبو الدهب وهو رجل صعيدي ذو شخصية قيادية قوية يعيش في إحدى بلدات نجع حمادي ويتحصن بها ويعتبرها خاصة به وقلعة حصينة ويمارس نشاطه في ترويج المخدرات وزراعة الحشيش من خلال تواجده في البلدة الحصينة، وجميع أهل البلدة يخافون منه بسببين الأول بسبب الخوف من أعوانه الذين يحاصرون أهل البلدة والسبب الثاني بزرع الخوف داخل قلوبهم بإقناعهم بخرافة أن هناك غيلان (جمع غول) خلف الجبل سوف يأكلونهم لو اقتربوا منهم. وهناك سمية الخشاب التي تجسد دور المرأة الصعيدية وهي ابنة من كبرى عائلات الصعيد في مصر والتي تدخل في صراع مع مندور أبو الدهب وتتصدى له على مدار حلقات المسلسل. والمسلسل مأخوذ من قصة حقيقية لأشهر تاجر مخدرات في صعيد مصر عزت حنفي الذي أعدم هو وشقيقه عام 2006.

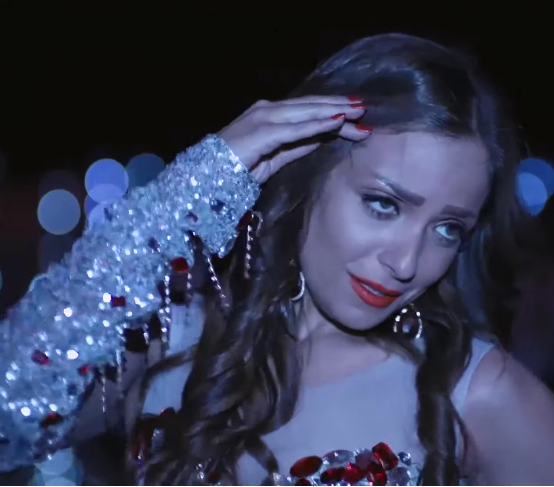
ريم البارودي في دور صابرين

## بطولة
- جمال سليمان
- سمية الخشاب
- رياض الخولي
- صلاح عبد الله
- عبد الله فرغلي
- أحمد سلامة
- ريم البارودي
- إنجي شرف
- ميسرة